# Synodontis petricola
Synodontis petricola és una espècie de peix de la família dels mochòkids i de l'ordre dels siluriformes que es troba al llac Tanganyika (Àfrica).
Els mascles poden assolir els 10,2 cm de llargària total.